# Matthew Porterfield
Matthew Porterfield est un réalisateur et scénariste américain né le 6 octobre 1977 à Baltimore, Maryland (États-Unis).

## Biographie
Il étudie le cinéma à la Tisch School of the Arts de l'université de New York. 

## Filmographie

### Réalisateur et scénariste
- 2006 : Hamilton
- 2010 : Putty Hill
- 2013 : I Used to Be Darker
- 2015 : Take What You Can Carry
- 2017 : Sollers Point: Baltimore (Sollers Point)
- 2021 : Cuatro Paredes[2]